# Momignies
Momignies är en kommun i Belgien.   Den ligger i provinsen Hainaut och regionen Vallonien, i den södra delen av landet, 90 km söder om huvudstaden Bryssel. Antalet invånare är 5 264.
I omgivningarna runt Momignies växer i huvudsak blandskog. Runt Momignies är det ganska glesbefolkat, med 25 invånare per kvadratkilometer.